# ويل فالنر
ويل فالنر (بالإنجليزية: Will Wallner)‏ هو كاتب أغاني وموسيقي بريطاني، ولد في 24 يناير 1987.

## وصلات خارجية
- ويل فالنر على موقع ميوزك برينز (الإنجليزية)